# Шталаг 355

Вхід у Шталаг 355

Шталаг-355 (нім. Stalag 355) — німецький табір для військовополонених періоду Другої світової війни. Був створений у січні 1942 року у Проскурові (сучасне місто Хмельницький), де функціонував до листопада 1943 року. З січня по березень 1944 розташовувався в Дюрені (земля Північний Рейн-Вестфалія), потім переведений до села Арпке в Нижній Саксонії, де діяв до червня 1944 року.

## 1942—1943
Табір розташовувався на східній околиці міста Проскурова, сучасний мікрорайон Ракове, на території колишнього військового містечка. По периметру був обнесений колючим дротом і розподілений на квадрати, між якими залишено простір для проїзду возів. Штрафний ізолятор відокремлювався від загальної зони двома рядами колючого дроту й охоронявся окремою командою. За описом молодшого лейтенанта Дмитра Небольсина, який пройшов через табір, «на території табору все залишалося як і раніше, як до війни: добротні казарми, акуратні алеї, доріжки, майданчики з турніками і брусами, підвісні умивальники, розраховані на разовий прийом десятків людей — не було тільки трави, вона зникла, її до самих корінців і навіть з корінням вирвали і з'їли полонені, оголивши утрамбовану тисячами ніг землю. День в таборі здавався роком, думки весь час були зайняті очікуванням змін і жратви».
Годували полонених двічі на день: вранці видавали близько 100 грамів сурогатного хліба, в обід — черпак баланди. Ця баланда готувалася з немитих овочів, зібраних на сусідньому полі, що призводило до епідемій шигельозу (дизентерії), які забрали життя великого числа військовополонених. Через антисанітарні умови та повсюдну вошивість у таборі лютував епідемічний висипний тиф. Деякий час тут утримували євреїв, вивезених згодом для знищення. Як обслуговчий персонал у таборі працювали поліцаї, для охорони були також задіяні румунські солдати. Зараз[коли?] на місці розташування шталаг-355 установлено монумент пам'яті жертв нацизму.